# باز-عقاب‌های کوچک
باز-عقاب‌های کوچک یا عقاب‌های کوچک (نام علمی: Hieraaetus) نام یک سرده از تیره بازان است.